# Smermisia parvoris
Smermisia parvoris là một loài nhện trong họ Linyphiidae.
Loài này thuộc chi Smermisia. Smermisia parvoris được František Miller miêu tả năm 2007.